# یویی سوساکی
یویی سوساکی (به ژاپنی: 須崎優衣،  متولد ۳۰ ژوئن ۱۹۹۹) کشتی‌گیر آزادکار تیم ملی ژاپن است.
از افتخارات وی می‌توان به کسب مدال طلا المپیک ۲۰۲۰ توکیو و چهار مدال طلا در مسابقات قهرمانی کشتی جهان ۲۰۱۷ و مسابقات قهرمانی کشتی جهان ۲۰۱۸  و مسابقات قهرمانی کشتی جهان ۲۰۲۲ و مسابقات قهرمانی کشتی جهان ۲۰۲۳ و مدال برنز بازی‌های المپیک ۲۰۲۴ پاریس اشاره کرد.